# Ugandiska järnvägen

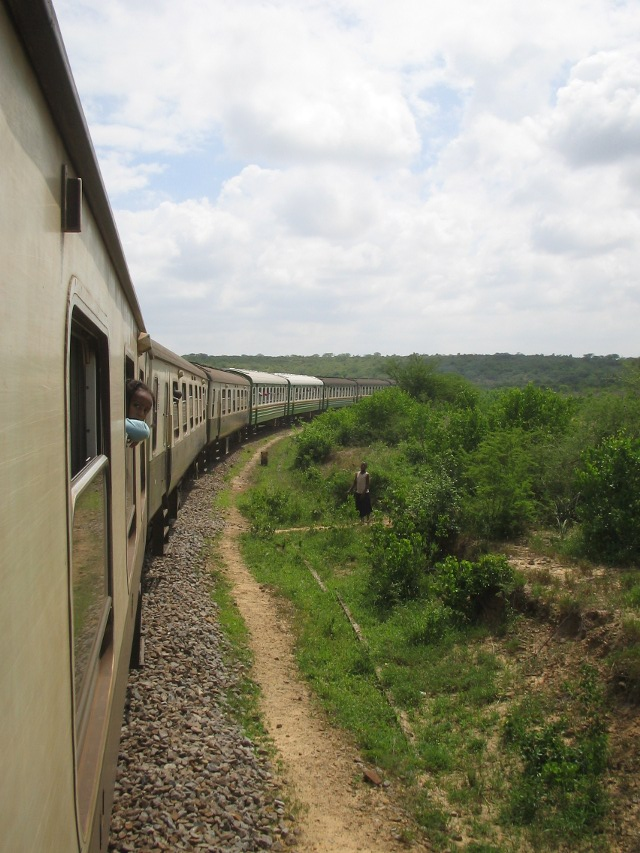
Tåget från Nairobi till Mombasa. Foto: Rotsee.

Den ugandiska järnvägen (engelska: Uganda Railway) är den järnväg som britterna lät bygga med huvudsakligen indisk arbetskraft genom Brittiska Östafrika omkring förra sekelskiftet. Järnvägen går från Mombasa på Kenyas kust till Uganda via Nairobi och Nakuru. Spårvidden är 1 000 millimeter.
Järnvägen byggdes huvudsakligen mellan 1896 och 1901 av arbetare som hämtats från de brittiska kolonierna i Indien. Arbetet var ökänt hårt och många dog i olika sjukdomar. Bland de mer uppmärksammade dödsfallen finns de omkring 100 arbetare som föll offer för människoätande lejon vid Tsavofloden.
Flera städer bildades som en direkt följd av järnvägsbygget, bland dem Eldoret och Nairobi.
I dag går persontrafik mellan Mombasa och Kisumu via Nairobi i Kenya, samt på en mindre del av den ugandiska delen av järnvägen. Under våldet efter valet i Kenya 2007 förstördes delar av järnvägen mellan Kenya och Uganda.